# Fluy

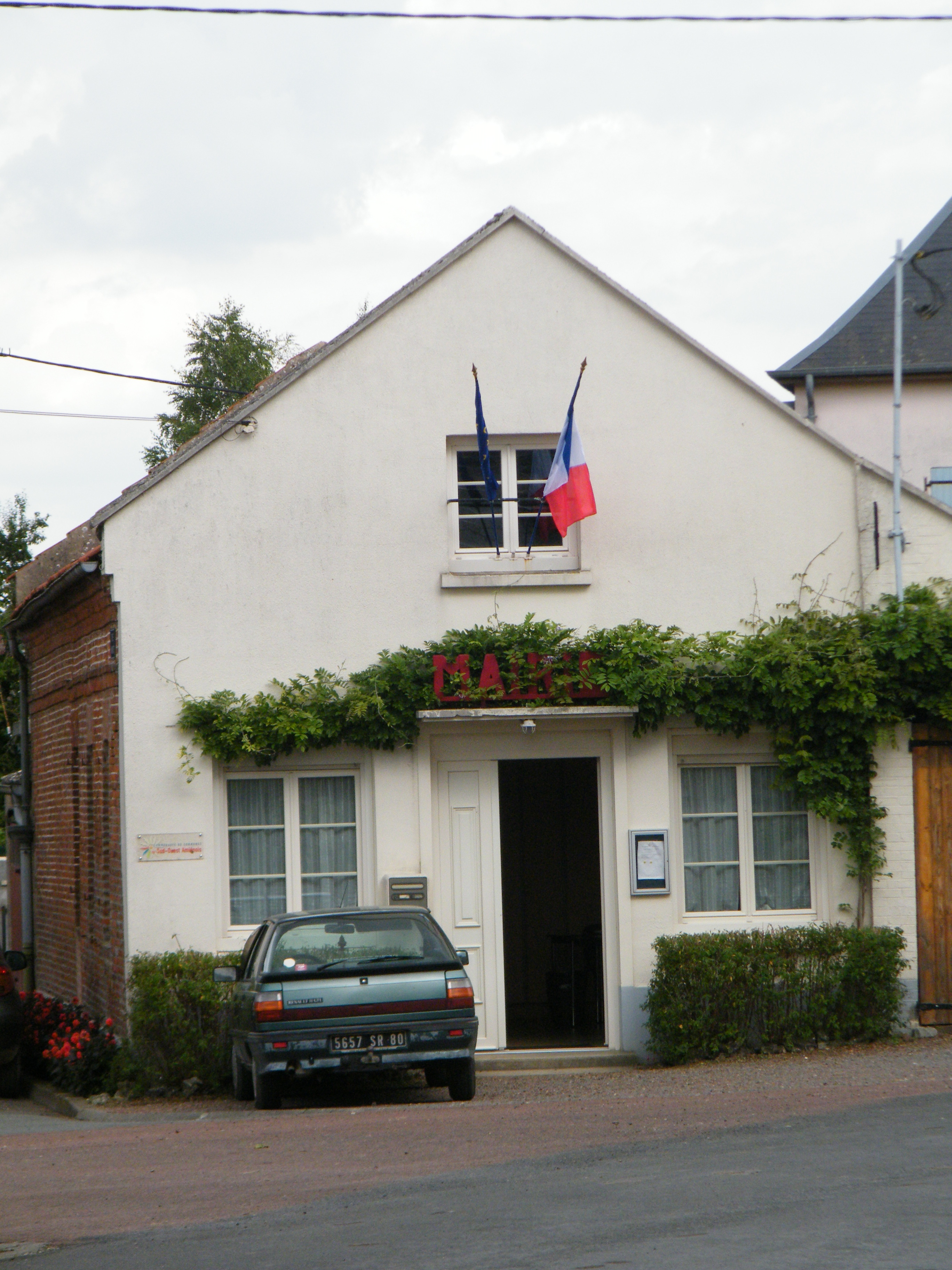
Das Rathaus von Fluy

Fluy ist eine nordfranzösische Gemeinde mit 320 Einwohnern (Stand 1. Januar 2022) im Département Somme in der Region Hauts-de-France. Die Gemeinde liegt im Arrondissement Amiens, ist Teil der Communauté de communes du Sud-Ouest Amiénois und gehört zum Kanton Ailly-sur-Somme.

## Geographie
Die Gemeinde liegt größtenteils auf einer Hochfläche rund 17 Kilometer westsüdwestlich von Amiens und sieben Kilometer ostsüdöstlich von Molliens-Dreuil nördlich der Autoroute A29.

## Geschichte
Der Ort wird erstmals 1066 als Floy genannt.

## Einwohner
| 1962 | 1968 | 1975 | 1982 | 1990 | 1999 | 2006 | 2011 |
| ---- | ---- | ---- | ---- | ---- | ---- | ---- | ---- |
| 251  | 252  | 256  | 304  | 355  | 332  | 306  | 309  |

## Verwaltung
Bürgermeister (maire) ist seit 2001 Catherine Lamory.

## Sehenswürdigkeiten
- Kirche Sainte Marie-Madeleine